# Michael Kanfer
Michael Kanfer é um especialista em efeitos visuais estadunidense. Venceu o Oscar de melhores efeitos visuais na edição de 1998 por Titanic, ao lado de Thomas L. Fisher, Mark Lasoff e Robert Legato.